# Хрест Грюнвальда
Хрест Грюнвальда (пол. Krzyza Grunwaldu) — військовий орден періоду Польської Народної Республіки. Другий по значимості після ордену Virtuti Militari.

## Історія
З ініціативою заснувати вищий військовий орден Народної Польщі виступив у травні 1943 року начальник Головного штабу Гвардії Людової Франтішек Ежвяк (псевдонім «Вітольд»). У ході дискусії над проектом орденського знака було прийнято рішення, що у символіці нового ордена повинні бути відображені славні традиції Грюнвальдської битви 15 липня 1410, коли відбулося оточення і розгром військ німецького Тевтонського ордена польської, литовської та руською арміями під командуванням польського короля Владислава II Ягайло біля села Грюнвальд і Танненберг. Ця подія поклала кінець просуванню Тевтонського ордена на схід.
Був заснований спеціальним наказом Головного Командування Гвардії Людової (GL) від 8 листопада 1943 року і затверджений Постановою Крайової Ради Народової (KRN) від 20 лютого 1944 р. Декретом Польського комітету національного визволення (PKWN) від 23 грудня 1944 року орден «Хрест Грюнвальда» включений до нагородної системи Народної Польщі.
Проводячи загальну аналогію, можна дійти висновку, що статут цього ордена нагадує статут радянського ордена Червоного Прапора, який увібрав у себе ще і заслуги, закріплені при врученні радянського бойового ордена Слави. Орден «Хрест Грюнвальда» заснований для нагородження «за видатні заслуги в організації і керівництві бойовими операціями і за досягнуті в результаті цих операцій успіхи в боях за свободу і незалежність Польщі». Згідно Статуту: «орденом „Хрест Грюнвальда“ нагороджуються військовослужбовці та цивільні особи, партизани і підпільники за особисту відвагу, мужність і хоробрість на полі бою».
Військовослужбовці, нагороджені орденом «Хрест Грюнвальда», мають право на отримання достроково чергового військового звання.
Орденом «Хрест Грюнвальда» можуть бути нагороджені як окремі громадяни, так і військові з'єднання, міста і воєводства.

## Нагородження
Вищим є орден Хрест Грюнвальда 1-го класу. У кожному класі нагородження може бути зроблено тільки один раз.
Право нагородження орденом «Хрест Грюнвальда» під час Другої Світової війни належало:
- В I-му класі: Президії KRN (за поданням Головного Командування Армії Людової);
- В II-му та III-му класах: Головному Командуванню Армії Людової.

Орденом «Хрест Грюнвальда» нагороджувалися:
- В I-му класі: за успішно проведену армійську операцію, в результаті якої досягнута поразка ворога, а також за особливі заслуги в справі організації руху Опору;
- В II-му класі: за видатні заслуги при командуванні військовими формуваннями і за заслуги у підпільній роботі;
- В III-му класі: за особисту мужність на полі бою і за роботу в підпіллі.

Першими нагородженими орденом «Хрест Грюнвальда» стали 30 підпільників, удостоєні цієї високої нагороди, ордена «Хрест Грюнвальда» 3-го класу) 1 січня 1944 року (наказ Головного Командування Армії Людової).
Орденом Хрест Грюнвальда I-го класу були нагороджені видатні політичні та державні діячі, а також польські та іноземні воєначальники: Б. Берут, бригадний генерал Ф. Ежвяк, генерал броні Владислав Сікорський (голова Польського емігрантського уряду в Лондоні), Маршал Радянського Союзу Костянтин Рокоссовський, Адмірал Флоту СРСР М. Кузнєцов, генерал Дуайт Ейзенхауер.
Цим орденом були відзначені у післявоєнні роки перший у світі космонавт Юрій Гагарін, перша жінка-космонавт Валентина Терешкова, перший космонавт Польщі Мирослав Гермашевський.
Орденом «Хрест Грюнвальда» I-го класу була нагороджена столиця Польщі Варшава, а також місто Люблін.
За видатні заслуги у визволенні Польщі від німецько загарбників орденом «Хрест Грюнвальда» 1-го класу була нагороджена 1-а Армія Війська Польського. Орденом «Хрест Грюнвальда» 1-го класу було зроблено понад 59 нагороджень.
Орденом «Хрест Грюнвальда» II-го класу було зроблено понад 309 нагороджень. Серед відзначених цим орденом 9 частин і з'єднань Війська Польського, Леніно Могильовської області (Республіка Білорусь).
Орденом «Хрест Грюнвальда» III-го класу було зроблено понад 5179 нагороджень. Серед відзначених цією нагородою міста Бидгощ, Гдиня, Замосць, а також 20 сіл Люблінського воєводства і три села Краківського воєводства.

## Опис
Орден «Хрест Грюнвальда» являє собою рівносторонній прямокутний хрест зі злегка розходяться загостреними кінцями. По периметру з лицьового і зворотного боку (в 3-му класі — тільки з лицьового боку) хрест обрамлений гладким полірованим тисненням. У центральній частині хреста з лицьового боку зображено трикутний стилізований щит, усередині якого розташовані два двосічних меча, спрямовані вістрями вниз. У центральній частині зворотного боку хреста вміщено зображення такого ж щита, всередині якого розташована напис в три рядки: «1410/KG/1944».
Поверхня хреста з лицьового і зворотного боку гладка, матова.
У верхній частині хреста є вушко з кільцем для кріплення ордена до стрічки.
Стрічка ордена Хрест Грюнвальда шовкова муарова червоного кольору шириною 35 мм з однієї поздовжньої смужкою посередині і двома зеленими смужками по краях (зелений колір був включений в стрічку за пропозицією видного діяча селянського руху, члена Президії KRN В. Ковальського). Ширина білої смужки 7 мм, зелених смужок 2 мм кожна.
Орден Хрест Грюнвальда 1-го класу носиться посередині грудей на стрічці навколо шиї. У 2-му і 3-му класах орден носиться на лівій стороні грудей.

### Класи ордену
Орден Хрест Грюнвальда має три класи:
- Орден «Хрест Грюнвальда» I-го класу, виготовлявся із золота (55 х 55 мм);
- Орден «Хрест Грюнвальда» II-го класу, класу виготовлявся з срібла, обрамлення сторін хреста, опуклі частини щитів, мечі та написи — позолочені (45 х 45 мм);
- Орден «Хрест Грюнвальда» III-го класу, повністю срібний (45 х 45 мм).

В окупованій Польщі через відсутність металу та необхідного обладнання виготовлення орденських знаків було сильно ускладнено, символом ордена до березня 1945 року слугувала орденська стрічка біло-червоного кольору.